# Клюев, Сергей Петрович
Серге́й Петро́вич Клю́ев (укр. Сергій Петрович Клюєв; род. 19 августа 1969, Донецк) — украинский бизнесмен и политик. Народный депутат Украины четырёх созывов (2006—2019). Брат Андрея Клюева.

## Биография
Родился в 1969 году в городе Донецке. Отец — Пётр Васильевич, отработал на шахтах Донецка 28 лет, мать — Людмила Андреевна, преподавала в младших классах. Брат — Андрей Клюев.
Сергей Клюев по образованию горный инженер. В 1992 году окончил Донецкий государственный технический университет по специальности: «Технология и комплексная механизация подземной разработки месторождений полезных ископаемых». Свой первый профессиональный опыт приобрел на предприятиях горнодобывающей отрасли.

### Бизнес и предпринимательская деятельность
В 1992—1994 годах начальник отдела, коммерческий директор Торгового дома «Подшипник».
В 1994—2000 годах вице-президент, председатель наблюдательного совета ОАО «Укрподшипник», в 2000—2002 годах председатель совета директоров промышленно-инвестиционной корпорации «Укрподшипник».
В 2005—2006 годах проходит реструктуризация бизнес-активов братьев Клюевых в вертикально-интегрированную группу Slav AG со штаб-квартирой в Вене (Австрия). Укрподшипник входит в состав Группы Slav AG как компания, управляющая промышленными и металлургическими активами Группы. В Группу Slav AG также вошли предприятия финансового сектора и крупный девелопер коммерческой недвижимости в Австрии — CEE Immobielen Development AG.
В ходе реструктуризации в 2006 году группа продала свои акции (доли) в предприятиях традиционной энергетики группе СКМ.
В 2008 году Slav AG приобрела акции Проминвестбанка с дальнейшей её реструктуризацией совместно с российским Внешэкономбанком.

### Политическая деятельность
Депутат Донецкого областного совета (2002—2006), в 2002—2005 годах заместитель председателя Донецкого облсовета.
С 2006 по 2019 годы Клюев избирался народным депутатом Украины в Верховную Раду Украины V, VI, VII, VIII созывов.
25 мая 2006 — 23 ноября 2007 народный депутат Украины 5 созыва (от Партии регионов, № 62 в списке), являлся членом Постоянной делегации в ПАСЕ, руководил группой по межпарламентским связям с Австрией.
23 ноября 2007 — 12 декабря 2012 народный депутат Украины 6 созыва (от Партии регионов, № 62 в списке).
С 2006 по 2014 годы член Постоянной делегации в ПАСЕ, руководитель групп по межпарламентским связям с Австрией, США, КНР.
Член Совета Национального банка Украины (январь 2007 — 2012). Был избран народным депутатом Украины 7 созыва по 46-му избирательному округу (Донецкая область) 12 декабря 2012 года приступил к исполнению обязанностей, вошёл во фракцию Партии Регионов. 4 марта 2014 года, после смены власти в рамках политического кризиса 2013—2014 годов вышел из фракции Партии Регионов.
29 октября 2014 года по результатам выборов в Верховную Раду, Сергей Клюев одержал победу и набрал 47,47 %. в пределах 46-го округа. Внефракциюнный депутат, член комитета по вопросам ТЭК, ядерной политики и безопасности.

## Рейтинги
В 2008 году журнал «Фокус» насчитал у Андрея и Сергея Клюевых $635 млн, отметив, что годом ранее их состояние равнялось $470 млн.
В 2011 и в 2012 годах братья Клюевы вошли в рейтинг богатейших украинцев с состоянием почти $1 млрд, согласно рейтингу издания «Фокус».

## Уголовное преследование и международные санкции
6 марта 2014 года Евросоюз и Канада объявили, что Сергей Клюев и его брат Андрей числятся в списках высокопоставленных украинских чиновников, против которых вводятся финансовые санкции.
В марте 2014 года Генеральная прокуратура Украины открыла ряд уголовных производств в отношении Сергея Клюева как одного из представителей власти периода президентства Виктора Януковича. По просьбе украинских властей в отношении Сергея Клюева также было возбуждено уголовное расследование в Австрии и введены санкции ЕС.
12 мая 2015 года Генпрокуратура внесла в Верховную Раду Украины представление о снятии неприкосновенности и привлечении Клюева к ответственности по подозрению в совершении преступлений, предусмотренных ч.4 ст. 190 (мошенничество) и ч.5 ст 191 (присвоение, растрата имущества или завладение им путём злоупотребления служебным положением в особо крупных размерах или организованной группой) УК Украины.
3 июня 2015 года 287 голосами Рада лишила Клюева депутатской неприкосновенности и дала согласие на привлечение его к уголовной ответственности. На следующий день Владимир Гройсман подписал постановления о предоставлении согласия на привлечение Сергея Клюева к уголовной ответственности.
В этот же день Клюев пытался выехать в Австрию, но его не выпустили пограничники. 4 июня он не явился на допрос, и 8 июня СБУ объявила его в розыск, ГПУ будет просить Верховную Раду о разрешении на его арест. 11 июня политик был объявлен во всеукраинский розыск, а украинские правоохранительные органы передали документы для объявления его в международный розыск. 16 июня генпрокурор Виктор Шокин обратился к Верховной Раде Украины с представлением о даче согласия на арест Клюева. 17 июня народный депутат Антон Геращенко сообщил, что Клюев выехал через территорию ДНР/ЛНР на территорию России. Генпрокуратура внесла в Раду представление на арест Клюева, 2 ноября оно было отозвано для доработки, 3 декабря повторно направлено в Раду с включением эпизодов по делу «Межигорья»: ч. 5 ст. 191 (присвоение имущества или завладение им путем злоупотребления служебным положением), ч. 3 ст. 209 (отмывание преступных доходов), ч. 5 ст. 369 (дача взятки) УК Украины.
28 января 2016 года Верховная Рада Украины дала согласие на привлечение к ответственности, задержание и арест внефракционного депутата Сергея Клюева.
4 апреля 2016 года Прокуратура города Вены (Австрия) закрыла уголовное дело против Сергея и Андрея Клюевых в связи с тем, что обвинения не имеют юридических оснований и основываются только на допущениях.
5 апреля 2016 года министр внутренних дел Украины Арсен Аваков сообщил об объявлении Интерполом в международный розыск депутата Верховной Рады Украины Сергея Клюева. По состоянию на 15 февраля 2019 года, в соответствии с письмом Генерального Секретариата Интерпола прекращён розыск Сергея Клюева.
21 февраля 2018 года, Европейский суд, расположенный в Люксембурге, принял решение о незаконности санкций, введённых против Сергея Клюева Советом ЕС в 2017 году. По мнению судей, есть основания для «сомнений в адекватности доказательств», которые украинская власть передала Евросоюзу.
5 марта 2018 года, Совет Европейского Союза снял санкции с народного депутата Украины Сергея Клюева, что привело к отмене санкций в отношении него всеми 28 странами-членами Европейского Союза.

## Личная жизнь
Женат, супруга — Ирина Анатольевна (1964), имеет двоих детей, Андрей (1992), Ольга (1993).